# Guido Sandberger
Guido Sandberger (Dillenburg, 29 maggio 1821 – Bonn, 22 gennaio 1879) è stato un paleontologo, geologo e zoologo tedesco.

## Biografia
Dal 1839 studiò scienze naturali presso le università di Heidelberg, Marburgo, Bonn e Berlino, e dopo la laurea insegnò lpresso il ginnasio di Wiesbaden. Dal 1847, fu insegnante presso il Realgymnasium (scuola di grammatica) a Wiesbaden, dove nel 1853 fu nominato vice preside.

## Opere principali
- Die erste Epoche der Entwickelungs-geschichte des Erdkörpers, 1845.
- Beobachtungen über mehrer schwierigere Puncte der Organisation der Goniatiten, 1851.
- Uebersicht der naturhistorischen Beschaffenheit des Herzogthums Nassau, 1857.
- Kurze Betrachtungen über Sipho und Siphonaldute sowie uber Eizelle und andere äussere und innere Merkmale der Schale des gemeinen Schiffsbootes (Nautilus pompilius Linné), 1859
- Kurzer abriss der allgemeinen geologie. Ein übersichtlicher leitfaden für schüler und freunde der wissenschaft, 1861.[2]